# 第五大道站 (馬尼拉輕軌)
第五大道站位在馬尼拉大都會加洛坎市，屬於馬尼拉輕軌1號線的車站，於1985年5月12日正式啟用。該車站處於黎剎大道延伸段和第五大道路口，站體坐落黎剎大道延伸段而橫跨第五大道。

## 周邊設施
車站鄰近拉洛瑪公墓，附近還包括隱秀寺和大道玄壇等道觀。此外，北黎刹育仁中學也緊鄰車站。

## 車站結構
| 3樓  | 側式月台，車門由右側開啟 | 側式月台，車門由右側開啟         |
| 3樓  | A月台                    | ← 1號線 小費爾南多·波因方向      |
| 3樓  | B月台                    | → 1號線 桑托斯博士方向 →         |
| 3樓  | 側式月台，車門由右側開啟 |                                  |
| 2樓  | 車站大廳                 | 驗票閘門、售票亭、車站控制、商店 |
| 地面 | 街區                     |                                  |